# Tiegai (sockenhuvudort i Kina, Qinghai Sheng, lat 36,18, long 100,69)
Tiegai (kinesiska: 铁盖, 铁盖乡) är en sockenhuvudort i Kina. Den ligger i provinsen Qinghai, i den nordvästra delen av landet, omkring 110 kilometer sydväst om provinshuvudstaden Xining. Antalet invånare är 4 907. Befolkningen består av 2 434 kvinnor och 2 473 män. Barn under 15 år utgör 23,0 %, vuxna 15-64 år 71 %, och äldre över 65 år 4,0 %.
Runt Tiegai är det glesbefolkat, med 10 invånare per kvadratkilometer. Närmaste större samhälle är Qabqa, 13,0 km nordväst om Tiegai. Trakten runt Tiegai består i huvudsak av gräsmarker.
Genomsnittlig årsnederbörd är 410 millimeter. Den regnigaste månaden är juli, med i genomsnitt 100 mm nederbörd, och den torraste är januari, med 3 mm nederbörd.